# آشوت آوتیان
آشوت آودیان (ارمنی: Աշոտ Ավեդյան؛ زادهٔ) بازیکن فوتبال ارمنی‌تبار اهل ایران است.
وی در سال ۱۳۲۸ به عضویت هییت مدیره باشگاه استقلال درآمد.
در خرداد ماه سال ۱۳۲۹ آشوت آودیان دانشجوی معماری دانشکده فنی، ۲۷ ساله، از دوچرخه سواران باشگاه تاج با دوچرخه خود پس از عبور از بغداد - بیروت - حلب - دمشق - آنکارا - استانبول - یونان - یوگسلاوی وارد خاک ایتالیا گردید و پس از طی نمودن چندین شهر ایتالیا به کشور سوئیس و شهرهای لوزان و ژنو را با دوچرخه پیمود. آشوت روز پنجشنبه یازدهم آبان ماه ۱۳۲۹ پس از طی ۷۰۰۰ کیلومتر وارد شهر پاریس گردید. سپس در تاریخ دوشنبه ۲۳ آبان ماه وارد لندن گردید. آودیان در روز جمعه اول دی‌ماه وارد تهران شد و در فرودگاه مهرآباد مورد استقبال ورزش دوستان قرار گرفت.

## باشگاهی
از باشگاه‌هایی که در آن بازی کرده‌است می‌توان به تاج اشاره کرد.

## افتخارات

### دوچرخه‌سواران
- جام حذفی فوتبال تهران: ۱۳۲۶
- جام باشگاه‌های تهران: ۱۳۲۸

## تیم ملی
وی همچنین در ترکیب تیم ملی فوتبال ایران یک بازی در سال ۱۳۲۷ انجام داده‌است.